# Список умерших в 1907 году
В этой статье представлен список известных людей, умерших в 1907 году.
См. также: Категория:Умершие в 1907 году

## Январь
- 7 января — Дмитрий Гофман (78) — генерал от артиллерии, участник Кавказских походов и русско-турецкой войны 1877—1878 годов.
- 31 января — Тимоти Итон (72) — канадский коммерсант, который создал сеть универмагов «Итонз».
- 31 января — Якоб Хурт (67) — эстонский фольклорист, богослов, лингвист и общественный деятель.

## Февраль
- 1 февраля — Датка Курманджан — киргизская государственная и военная деятельница.
- 2 февраля — Дмитрий Менделеев (72) — выдающийся русский химик, открывший Периодический закон химических элементов и составивший Периодическую систему химических элементов.
- 5 февраля — Николай Меншуткин (64) — русский химик, лауреат Ломоносовской премии.
- 13 февраля — Василий Модестов — русский историк, филолог, публицист и переводчик.
- 16 февраля — Джозуэ Кардуччи (71) — итальянский поэт, лауреат Нобелевской премии по литературе (1906).
- 17 февраля — Генри Олкотт (74) — американский эзотерик, основатель и первый глава Теософского общества.
- 18 февраля — Николай Смирнов — редактор «Пензенских Епархиальных Ведомостей».
- 23 февраля — Пафнутий (Овчинников) — бывший старообрядческий епископ Коломенский Белокриницкой иерархии.
- 26 февраля — Николай Шмит — революционер, участник Первой русской революции 1905 года, член РСДРП.

## Март
- 11 марта — Франц Захер (90) — австрийский кондитер, который считается изобретателем одноимённого торта.
- 11 марта — Андрей Маркович (76) — русский государственный и общественный деятель.
- 19 марта — Владимир Ламсдорф (62) — русский дипломат из остзейского дворянства, министр иностранных дел Российской империи в 1900—1906 годах.
- 23 марта — Константин Победоносцев (79) — российский государственный деятель, учёный-правовед, писатель, переводчик, историк Церкви; действительный тайный советник.
- 25 марта — Эрнст Бергманн (70) — хирург, основоположник асептики.
- 27 марта — Афанасий Булгаков (47) — русский богослов и историк церкви, отец писателя Михаила Булгакова.
- 28 марта — Григорий Голицын (68) — генерал от инфантерии, русский государственный деятель.
- 30 марта — Сергей Ярошевский — русский писатель, представитель так называемой «русско-еврейской литературы».
- 31 марта — Эдуард Фриш — российский государственный деятель, действительный тайный советник.

## Апрель
- 3 апреля — Николай Вагнер (77) — русский зоолог и писатель.
- 6 апреля — Ангел Богданович (46) — русский публицист и критик.
- 22 апреля — Василий Волков (67) — русский и украинский живописец и портретист, акварелист, передвижник. Статский советник.

## Май
- 1 мая — Григорий Маразли (75) — общественный деятель Одессы, городской голова Одессы.
- 2 мая — Василий Скалон — русский публицист и земский деятель.
- 26 мая — Александр Кочубинский — профессор новороссийского университета по кафедре славяноведения; сын бессарабского священника.
- 31 мая — Николай Матюнин (57) — русский дипломат, разведчик, писатель, пионер Дальнего Востока.

## Июнь
- 1 июня — Вильгельм Карл Эрнст Зеебёк (47) — американский пианист, органист и композитор австрийского происхождения.
- 5 июня — Леонид Акулов (34) — командир 3-й роты 21-го саперного батальона.
- 7 июня — Эдвард Джон Раус (76) — английский механик и математик.
- 7 июня — Мойше Финкель — еврейский актёр и один из самых влиятельных антрепренёров раннего театра на идише.
- 29 июня — Константинос Воланакис — один из самых значительных греческих художников 19-го века.

## Июль
- 3 июля — Максуд Алиханов-Аварский (60) — русский генерал, Мервский окружной начальник] и Тифлисский губернатор.
- 16 июля — Лев Зильберберг (26) — деятель партии социалистов-революционеров.
- 17 июля — Гектор Мало (77) — французский писатель.
- 31 июля — Алексей Андрияшев (81) — естествоиспытатель, меценат, общественный деятель, пчеловод, основатель «Практической школы пчеловодства».

## Август
- 10 августа — Марко Вовчок (73) — украинская писательница и поэтесса, переводчица.
- 14 августа — Бернардацци, Александр Осипович (75—76) — русский архитектор, член Общества гражданских инженеров, Петербургского общества архитекторов.
- 15 августа — Иоахим, Йозеф (75) — австрийско-венгерский скрипач и композитор еврейского происхождения.
- 16 августа — Морган, Гарриет (77) — австралийская натуралистка.

## Сентябрь
- 4 сентября — Эдвард Григ (64) — норвежский композитор периода романтизма, музыкальный деятель, пианист, дирижёр.
- 7 сентября — Франсуа Арман Сюлли-Прюдом (68) — французский поэт, первый лауреат Нобелевской премии по литературе (1901).
- 7 сентября — Богдан Хашдеу (71) — молдавский и румынский писатель, поэт, филолог, публицист, историк.
- 12 сентября — Илья Чавчавадзе (69) — грузинский поэт, публицист, националист, борец за национальную независимость и суверенитет Грузии; канонизирован Грузинской православной церковью.
- 15 сентября — Иван Карпенко-Карый (61) — украинский драматический писатель реалистического направления.
- 18 сентября — Харитон Платонов — русский жанровый живописец, педагог, академик Императорской Академии художеств.
- 19 сентября — Ханлар Сафаралиев — азербайджанский рабочий, профсоюзный активист и революционер-социал-демократ.

## Октябрь
- 3 октября — Альфред Райзенауэр (43) — немецкий пианист и музыкальный педагог; разрыв сердца.
- 4 октября — Альфредо Кейль (57) — португальский поэт, композитор, художник, коллекционер немецкого происхождения, автор мелодии государственного гимна Португалии.
- 11 октября — Владимир Грингмут (56) — российский политический деятель праворадикального толка, один из основателей и главных идеологов черносотенного движения.
- 12 октября — Валерий Высоцкий (72) — польский оперный певец (бас) и музыкальный педагог.
- 20 октября — Владимир Юревич — русский шахматист и литератор.

## Ноябрь
- 1 ноября — Альфред Жарри (34) — французский поэт, прозаик, драматург.
- 2 ноября — Афанасий Матюшенко (28) — русский революционер, один из руководителей восстания матросов на броненосце «Князь Потёмкин» в июне 1905 года; повешен.
- 20 ноября — Паула Модерзон-Беккер (31) — немецкая художница, известная представительница раннего экспрессионизма.
- 28 ноября — Станислав Выспяньский (38) — польский поэт, драматург, живописец.
- 28 ноября — Гасан-бек Зардаби (70) — азербайджанский просветитель и публицист.
- 29 ноября — Марк Заменгоф (70) — еврейский учитель и общественный деятель, отец Л. Л. Заменгофа.
- 29 ноября — Михаил Ловцов — русский архитектор.

## Декабрь
- 5 декабря — Екатерина Сванидзе (22) — первая жена Иосифа Джугашвили (Сталина), мать его сына Якова.
- 7 декабря — Август Айзенменгер (77) — австрийский художник.
- 8 декабря — Йонас Билюнас (28) — литовский писатель.
- 8 декабря — Оскар II (78) — король Швеции в 1872—1907 из династии Бернадотов, сын Оскара I.
- 15 декабря — Карола Шведская (74) — шведская принцесса и последняя королева Саксонии.
- 23 декабря — Пьер Жюль Сезар Жансенз (83) — французский астроном.
- 29 декабря — Даниэль Мёрфи (92) — католический прелат.
- 31 декабря — Майкл Маркс (48) — британский предприниматель еврейского происхождения, один из основателей фирмы Marks & Spencer.